# Säve distrikt
Säve distrikt är ett distrikt i Göteborgs kommun och Västra Götalands län. 
Distriktet ligger i norra Göteborg.

## Tidigare administrativ tillhörighet
Distriktet inrättades 2016 och utgörs av en del av området Göteborgs stad omfattade till 1971, delen som före 1967 utgjorde Säve socken.
Området motsvarar den omfattning Säve församling hade vid årsskiftet 1999/2000.